# Грубая структура
Грубая структура на данном множестве {\displaystyle X} — набор подмножеств декартового произведения {\displaystyle X\times X} с определёнными свойствами, которые позволяют определить крупномасштабную структуру напоминающую метрику.
Традиционно в геометрии и топологии уделяется внимание локальным свойствам, как, например непрерывность.
Она зависит от того, являются ли обратные образы малых открытых множеств, или окрестностей, сами открытыми.
Крупномасштабные свойства пространства —  например ограниченность — не зависят от локальной геометрии.
Грубая геометрия предоставляют инструменты для измерения крупномасштабных свойств пространства, и так же, как метрика или топология содержат информацию о мелкомасштабной структуре пространства, грубая структура содержит информацию о его крупномасштабных свойствах.
В правильном смысле грубая структура — это не крупномасштабный аналог топологической структуры, а равномерная структура.

## Определение
Грубая структура на множестве {\displaystyle X} есть выделенное семейство множеств {\displaystyle \mathbf {E} } из декартова произведения {\displaystyle X\times X}, называемых контролируемыми множествами, таких, что {\displaystyle \mathbf {E} } обладает отношением тождественности, замкнуто относительно взятия подмножества, обратного, конечного объединения и композиции; точнее,
1. Тождественность/диагональ:
Диагональ {\displaystyle \Delta =\{(x,x):x\in X\}} является членом {\displaystyle \mathbf {E} }—отношения тождественности.
2. Замкнуто относительно взятия подмножества:
Если {\displaystyle E\in \mathbf {E} } и {\displaystyle F\subseteq E,} тогда {\displaystyle F\in \mathbf {E} .}
3. Замкнуто относительно взятия обратного:
Если {\displaystyle E\in \mathbf {E} }, тогда обратное (или транспонированое) множество {\displaystyle E^{-1}=\{(y,x):(x,y)\in E\}} принадлежит {\displaystyle \mathbf {E} }.
4. Замкнуто относительно объединения:
Если {\displaystyle E,F\in \mathbf {E} }, тогда их объединение {\displaystyle E\cup F} является членом {\displaystyle \mathbf {E} .}
5. Замкнуто относительно композиции:
Если {\displaystyle E,F\in \mathbf {E} }, тогда их композиция {\displaystyle E\circ F=\{(x,y)} : существует такой {\displaystyle z\in X}, что {\displaystyle (x,z)\in E{\text{ и }}(z,y)\in F\}} являются членами {\displaystyle \mathbf {E} }.

## Связанные определения
- Множество {\displaystyle X}, наделённое грубой структурой {\displaystyle \mathbf {E} }, является грубым пространством.
- Для подмножества {\displaystyle K} из {\displaystyle X}, множество {\displaystyle E[K]} определяется как {\displaystyle \{x\in X:(x,k)\in E} для некоторого {\displaystyle k\in K\}}. Определим {\displaystyle E}-шар с центром в {\displaystyle x} как множество {\displaystyle E[\{x\}],} также обозначается {\displaystyle E_{x}}. Символ {\displaystyle E^{y}} обозначает множество {\displaystyle E^{-1}[\{y\}]}.
- Подмножество {\displaystyle B} из {\displaystyle X} называется ограниченным, если {\displaystyle B\times B} лежит в {\displaystyle \mathbf {E} .}.

## Грубые отображения
Учитывая множество {\displaystyle S} и грубую структуру {\displaystyle X}, мы говорим, что отображения {\displaystyle f:S\to X} и {\displaystyle g:S\to X} замкнутые, если {\displaystyle \{(f(s),g(s)):s\in S\}} — контролируемое множество.
Для грубых структур {\displaystyle X} и {\displaystyle Y} мы говорим, что {\displaystyle f:X\to Y} — это грубое отображение, если для каждого ограниченного множества {\displaystyle B} из {\displaystyle Y} множество {\displaystyle f^{-1}(B)} ограниченно в {\displaystyle X} и для каждого контролируемого множества {\displaystyle E} в {\displaystyle X} множество {\displaystyle (f\times f)(E)} контролируемо в {\displaystyle Y}. {\displaystyle X} и {\displaystyle Y} называются грубо эквивалентными, если существуют их грубые отображения {\displaystyle f:X\to Y} и {\displaystyle g:Y\to X}, такие что {\displaystyle f\circ g} близко к {\displaystyle \operatorname {id} _{Y}} и {\displaystyle g\circ f} близко к {\displaystyle \operatorname {id} _{X}.}

## Примеры
- Ограниченная грубая структура на метрическом пространстве {\displaystyle (X,d)} — это совокупность {\displaystyle \mathbf {E} } всех подмножеств {\displaystyle E} из {\displaystyle X\times X} таких, что зачения {\displaystyle d(x,y)} при {\displaystyle (x,y)\in E} ограничены.
  - При такой структуре целочисленная решётка {\displaystyle \mathbb {Z} ^{n}} грубо эквивалентна {\displaystyle n}-мерному Евклидову пространству.
- Пространство {\displaystyle X}, в котором {\displaystyle X\times X} является контролируемым, называется ограниченным пространством. Такое пространство грубо эквивалентно точке. Метрическое пространство с ограниченной грубой структурой является ограниченным (как грубое пространство) тогда и только тогда, когда оно ограничено (как метрическое пространство).
- Тривиальная грубая структура состоит только из диагонали и ее подмножеств. В этой структуре отображение является грубой эквивалентностью тогда и только тогда, когда оно является биекцией (множеств).
- {\displaystyle C_{0}} грубой структуры на метрическом пространстве {\displaystyle (X,d)} — это совокупность всех подмножеств {\displaystyle E} из {\displaystyle X\times X} таких, что для всех {\displaystyle \varepsilon >0} существует компакт {\displaystyle K} из {\displaystyle E} такой, что {\displaystyle d(x,y)<\varepsilon } для всех {\displaystyle (x,y)\in E\setminus K\times K.} С другой стороны, совокупность всех подмножеств {\displaystyle E} из {\displaystyle X\times X} таких, что {\displaystyle \{(x,y)\in E:d(x,y)\geq \varepsilon \}} является компактом.
- Дискретная грубая структура на множестве {\displaystyle X} состоит из диагонали {\displaystyle \Delta } вместе с подмножествами {\displaystyle E} из {\displaystyle X\times X}, которые содержат конечное число точек {\displaystyle (x,y)} вне диагонали.
- Если {\displaystyle X} — топологическое пространство, то индискретная грубая структура на {\displaystyle X} состоит из всех правильных подмножеств {\displaystyle X\times X}, то есть всех подмножеств {\displaystyle E} таких, что {\displaystyle E[K]} и {\displaystyle E^{-1}[K]} относительно компактны, когда {\displaystyle K} относительно компактно.